# Кулакова Поліна Андріївна
Полі́на Андрі́ївна Кулако́ва (нар. 6 грудня 1989, смт Тіксі, Якутська АРСР) — сучасна українська письменниця, авторка книжок у жанрі трилер/детектив.

## Біографія
Поліна Кулакова народилася в селищі міського типу Тіксі (Республіка Саха), де її батьки перебували на тимчасовій трудовій еміграції. Після розпаду СРСР сім’я повернулася до Івано-Франківська. У 1997–2003 роках навчалася в Івано-Франківському ліцеї №23 (тепер – Ліцей №23 імені Романа Гурика) з поглибленим вивченням образотворчого мистецтва. Після переїзду продовжила навчання в загальноосвітній школі №12 (тепер– Ліцей №12 імені Івана Франка), яку закінчила у 2007 році. У 2008 році здобула диплом Івано-Франківського фахового коледжу ресторанного сервісу і туризму Національного університету харчових технологій за спеціальністю «Товарознавство та комерційна діяльність». 
З 2013 року проживає у Львові.

### Творча діяльність
Перші літературні спроби Поліна Кулакова здійснила ще у шкільні роки, пишучи вірші та коротку прозу. У 2012 році приєдналася до молодіжного літературного клубу «Горизонт» при Івано-Франківській організації Національної спілки письменників України, яким спочатку керувала Людмила Яковлєва, а згодом Євген Баран. У цей період брала участь у міських літературних заходах, давала інтерв’ю на радіо, стала членкинею літературної творчої спілки «Елітер» та публікувала твори в літературних альманахах («Софія», «Lithium», «Lira» та ін.). Наприкінці 2021 року кіностудія Film UA придбала права на екранізацію книжки Кулакової "Дівчина, яку ми вбили", проте через повномасштабне вторгнення Росії проєкт було призупинено, а у 2025 році – остаточно скасовано.
У 2023 році стала лауреаткою стипендії для українських письменників, яку присудило Міністерство культури Чехії. У 2025 році стала лауреаткою стипендії Президента України для молодих письменників.